# Professora, Sim; Tia, Não

Professora, sim; tia, não é uma das últimas obras publicadas por Paulo Freire e é  um dos seus clássicos. O livro é uma leitura essencial para licenciandos e licenciados, servindo como um ponto de esclarecimento sobre as questões rondam o imaginário da opinião publica e dos professora sobre o que é ser um professor, desde seus limites até a importância de se ter ousadia na docência

## Ensinar – aprender leitura do mundo – leitura da palavra
A primeira carta “Ensinar – aprender Leitura do mundo – leitura da palavra”  inicia com a afirmação do autor sobre o ato de ensinar que não está desconectado do ato de aprender. Para Paulo Freire, os dois (ensinar e aprender) estão interligados, um não pode existir sem o outro. Tal sintonia ocorre justamente porque ao ensinar um determinado conteúdo a alguém, estou, em primeiro lugar, revendo um conhecimento já visto, e em segundo lugar, a curiosidade e as perguntas genuínas dos alunos são como caminhos que ainda não tinham sido desbravados pelo ensinante quando sua análise e estudo foram realizadas.
Nessa primeira carta, Freire cita alguns requisitos primordiais para que o ensinante tenha o aprendizado ao ensinar: a humildade, a disposição de repensar o que já foi pensado e rever as suas posições. Quando o ensinante se dispõe a ouvir as críticas e curiosidades dos alunos, ele está dentro desse processo de ensinar-aprender. Sendo assim, é fundamental o educador se colocar no lugar de reconhecer que mesmo sabendo muito sobre uma coisa, ele não sabe tudo sobre todas as coisas.
Outro fator importante que o autor menciona é o fato de que mesmo o educando estando disposto a aprender com os seus alunos, ele não pode ousar ensinar sem competência para tal; ele precisa se capacitar, buscar conhecimento e formação — que precisam estar em constante movimento —  para iniciar a atividade docente.
Paulo Freire destaca a importância do estudo e da leitura como preparação para aprender. Ele enfatiza a necessidade de uma abordagem crítica e criativa, buscando a compreensão do que é lido. Além disso, ressalta a importância de não separar o conhecimento do senso comum do conhecimento mais sistemático, e de relacionar os conceitos aprendidos na escola com a experiência cotidiana. O texto também destaca a importância de ler o mundo e ler as leituras anteriores do mundo, integrando a compreensão sensorial com a generalização abstrata. Em resumo, o texto defende que ler é uma atividade inteligente e gratificante, que envolve a busca ativa pela compreensão.
O autor nos apresenta como essencial o processo que ele denomina a passagem da experiência sensorial para a generalização que se volta ao concreto tangível. Estes três momentos são entendidos como indissociáveis e complementares ao se compreender que o intuito deles é a realização de um processo de compreensão ampla da realidade crítica. Para melhor exemplificação, vou explicá-las primeiro separadamente e depois expor sua devida relação.
A experiência sensorial segundo o autor é pautada dentro da cotidianidade, onde a construção da realidade se baseia na prática diária muitas vezes reprodutora e sem espaço para criticidade. A fase da generalização está intimamente ligada à apreensão da linguagem que o autor caracteriza como escolar, que é basicamente a linguagem formal, que possibilita a produção de textos. Através dela é possível a conquista da criticidade antes ausente. A realização da prática ao concreto tangível só é possibilitada com as duas fases anteriores construídas, e através delas fazer um movimento de retorno à experiência sensorial dando significado à sua produção através da apreensão da “leitura do mundo”, onde se apropria do papel de significação que a leitura desempenha e se transforma em uma ferramenta de mudança ao que tange o seu concreto cotidiano. Entendo como um ciclo que se fecha, ao passo que todos os estágios de construção de conhecimento são necessários ao processo 
de apreensão da criticidade e compreensão plena do mundo.
Arremata a conceituação pontuando que o estudar é o instrumento que possibilita a compreensão, e que esse processo envolve risco e espírito de aventura. O fazer docente precisa ser um ato consciente, que vai de contramão ao mecanicismo que estimula a memorização de maneira maquinal, e a criticidade é indispensável nessa busca.
- Deveres do escritor e do leitor: Neste segmento, o autor fala sobre o papel do leitor e do escritor perante o processo de leitura e escrita. Quanto ao escritor, é preciso formular um texto expressivo que seja simples, mas siga o padrão de leitura de seu público alvo. É preciso facilitar a compreensão do leitor, não dificultá-la por meio do uso de palavras desproporcionais  ao gênero do texto. Segundo Freire, também devemos ter cuidado para não simplificar demais a produção textual, tornando-a rasa. Para isto, o autor precisa estudar, pesquisar sobre o assunto com auxílio de materiais como enciclopédias e dicionários. Quanto ao leitor, este deve, assim como o escritor, dedicar-se ao seu papel. Utilizando os mesmos recursos de apoio do escritor, ele deve pesquisar quando não entender algum termo da leitura. Assim, cria-se a oportunidade de aprendizagem. É necessário, entretanto, aprender a aprender.

- Aprender a Aprender: Segundo o autor, para que se atinja a leitura crítica, precisamos aprender a aprender, ou seja, utilizar o processo de pesquisa citado na seção anterior. Paulo Freire admite que sua posição acerca desse processo não é idealista, entendendo que a leitura crítica depende das condições materiais da sociedade, o que a torna ainda mais complexa para alguns. É destacado, porém que isso não justifica qualquer tipo de estagnação, devemos encarar o problema da leitura e da escrita corretamente, independentemente das condições materiais, considerando que essas duas facetas andam juntas.

## Não deixe que o medo do difícil paralise você
O medo surge no sujeito que se sente inseguro diante uma dificuldade. Negá-lo não está em questão, mas evitar seu poder paralisante está. Para enfrentá-lo, deve-se racionalizar as razões de sua existência e compará-las com as possibilidades de êxito em um possível enfrentamento, ou, julgando-se em desvantagem, pensar em maneiras de estar preparado para o ato no futuro próximo. Sobre o medo, e sua necessidade de enfrentamento, conferir o livro infantil escrito pelo músico Emicida, "E foi assim que eu e a escuridão ficamos amigas" .
Um estudante deve assumir a responsabilidade imposta pela tarefa de estudar. O processo de estudar implica a formação de uma disciplina rigorosa que deve ser trabalhada e moldada no corpo, caso contrário ela se volta contra este corpo. Quanto mais desenvolvida for a disciplina pessoal, mais fortalecido estará o homem para superar as ameaças contra o estudo eficaz.
Ao estudante, um texto de conteúdo necessário no processo de conhecimento no qual se encontra não pode ser suficiente para paralisá-lo e o fazer recuar diante do obstáculo, principalmente se a sua capacidade de compreensão estiver além do desafio. Ainda que essa capacidade esteja aquém, o abandono da tarefa não deve ser uma opção. O estudante precisa se esforçar para superar ao menos algumas das limitações que não permitem seu avanço. 
A leitura é uma transação entre o sujeito leitor e o autor do texto. Apesar disso, dificilmente um texto se entregará facilmente ao leitor. Para isso, o sujeito leitor necessita da curiosidade epistemológica e de entregar-se: seus sentimentos, emoções e intuições não podem ser desprezados.
- Curiosidade epistemológica: Fundamental no processo de aprendizagem e transformação social, descreve uma atitude intelectual e pedagógica que busca compreender e questionar o mundo a partir de uma perspectiva crítica. É uma abordagem que valoriza o diálogo, a participação ativa dos alunos e a conscientização das estruturas sociais e políticas subjacentes ao conhecimento. Envolve uma postura de questionamento constante, um desejo de compreender as razões por trás das coisas, de analisar as estruturas sociais e políticas que moldam o conhecimento e de explorar as relações de poder presentes na construção do saber. Portanto, a curiosidade epistemológica é uma busca ativa por conhecimento que vai além da mera acumulação de informações, visando a compreensão profunda, a reflexão crítica e a transformação social. Ao incentivar a curiosidade epistemológica, Paulo Freire acredita que os educadores devem encorajar os alunos a fazerem perguntas, a desafiar as informações recebidas, a investigar as fontes do conhecimento e a refletirem sobre suas próprias experiências e perspectivas.

- A importância em fazer a leitura em grupo: A compreensão não é algo fixo e, por isso, em leituras em grupo podemos notar várias analises e entendimentos dos quais contribui para a elaboração da inteligência do texto. Assim, ele explica que o leitor precisa ser um criador de inteligência do texto e não apenas um assimilador do que foi posto nele. E que o ato de ler, que apesar de ser difícil, deve ser apaixonante, pois o leitor se torna co-autor da inteligência do texto alcançando criticamente o que o autor está tratando no texto.

## “Vim fazer o curso do magistério porque não tive outra possibilidade”
Freire reitera a importância da responsabilidade que os docentes devem ter para com a prática educativa, sempre mencionando a seriedade da profissão como algo intrínseco. Ele também discute sobre como, junto à responsabilidade, deve haver a conscientização da relevância da luta pelos direitos dos professores. O docente ser socialmente situado e estar sempre ciente sobre os assuntos econômicos, políticos e sociais que cercam a sua profissão é um dos deveres indispensáveis para ser um bom professor.
As virtudes que todos os professores progressistas precisam ter são sempre ressaltadas, a primeira virtude sendo o amor. Não o amor afetivo, mas o amor armado, amor brigão, amor de quem luta pelos direitos. A segunda virtude é o medo, que é algo concreto e individual, não podemos permitir que ele nos mobilize, precisamos ter o controle dos nossos  medos pois assim teremos a coragem. A terceira virtude é sobre a tolerância. Não no sentido de acobertar o desrespeito, mas de nos ensinar a conviver com o diferente, aprender com o diferente e respeitar o diferente. O ato de tolerar implica no estabelecimento de limites e princípios que devem ser respeitados.
A quarta virtude é a de humildade, que segundo ele é um ato de autoconfiança e coragem, nos ajuda a reconhecer que não sabemos de tudo e que nem só o nosso saber é o certo. 

## Das qualidades indispensáveis ao melhor desempenho de professoras e professores progressistas
Freire também irá falar sobre a segurança, que diz demandar a competência científica, clareza política e integridade ética. É preciso, como professor, saber cientificamente o que se fala em sala de aula, e que o seu comportamento no trabalho não deve ferir a ética. Se é possível evitar situações vexatórias, então deve-se evitar, não fazendo estardalhaços arrogantes, exercendo a autoridade com equilíbrio e segurança, por isso também se deve ter senso de justiça para não desprezar o direito de outros alunos, em prol do seu preferido. Ele fala também sobre o discurso paciente e impaciente e seus impactos, o paciente estando além da realidade, e a impaciência indo além do suportável. A impaciência cria um clima de insegurança nos demais, resultando em péssimos resultados.  
Para que as lutas e direitos dos professores sejam reconhecidas irão haver lutas, as vezes do lado do sindicato, e até contra a liderança sectária de direita e esquerda e dos tradicionalistas entre os quais alguns se julgam progressistas e dos neoliberais para quem a história parou neles.

## Primeiro dia de aula
A quinta carta começa quando o autor diz que irá apresentar alguns problemas e a resposta a eles. 
Assim, ele prossegue e fala sobre a primeira vez que uma professora se expõe aos alunos e diz que nesse momento, é normal ficar com timidez, insegurança e também normal aqueles que possuem o medo de não ser capaz de conduzir os trabalhos e de contornar as dificuldades. 
Continua o pensamento dizendo, para superar o medo, é preciso assumi-lo e não fugir dele, somente assim podemos vencê-lo. E que o melhor é mostrar aos educandos de que somos humanos e limitados e que o professor é tão gente, tão sentimento e emoção quanto o educando. 
Vai ser dito também que conforme o professor vai controlando o medo, ele vai também ganhando a confiança dos estudantes. E o autor diz que ao invés de disfarçar o medo com o autoritarismo, o professor se manifesta nesse primeiro dia com humildade ao falar sobre suas emoções. E assim, o docente mostra o seu desejo também de aprender com os estudantes. 
Um ponto que é dito no texto, é que os jovens professores devem estar atentos às leituras de classe, ou seja, ler a classe como se fosse um texto a ser decifrado e compreendido, o professor deve estar atento a tudo. 
E que esses gestos, os valores, as linguagens que os professores devem estar atentos faz parte da identidade cultural de cada escola, como cita o exemplo de escolas periféricas que irão possuir valores, linguagens diferentes de outras escolas.
Paulo Freire diz que para realizar o exercício de leitura da classe como um texto é importante criar um hábito de registrar o dia a dia dos educandos e sugere que os estudantes também façam esse registro e que a cada quinze dias realize um tipo de seminário onde possa se aprofundar a discussão dos escritos. Um dos objetivos desse exercício é estimular o crescimento da relação aluno-professor. A leitura da classe precisa de instrumentos, portanto precisamos observar corretamente, estar sensíveis em relação aos educandos. O registro dos docentes deve ser feito sob um olhar crítico e avaliativo, porém sem deixar que as crenças pessoais afetem a escrita. O diário tanto dos educandos quanto dos professores devem ser estudados e através da análise acrescentar ou descartar novos conhecimentos. Freire enfatiza que os professores não devem ter medo das emoções, não podem se prender unicamente ao ensino mecânico dos conteúdos e alerta que o ensino deste não pode está dissociado do conhecimento profundo do contexto social, econômico e cultural dos educandos. A sensibilidade é extremamente importante na docência, o autor acredita que a ela estimula a luta política pela mudança.
Ele alerta que todos esses movimentos não são fáceis de realizar, mas destaca que o importante é não deixar de fazer algo diante das injustiças do mundo. Seu objetivo não é reduzir a educação progressista meramente à luta política partidária, mas sim que os conteúdos curriculares não podem ser ensinados por si só, de forma bancária, ele precisa desenvolver a consciência política e estar vinculado à realidade e o contexto dos estudantes.
Paulo Freire destaca uma figura importante para o cenário escolar: a imaginação. Ele evidencia a necessidade de os professores deixarem voar a imaginação na sua práxis e na vivência colegial dos educandos desde o primeiro dia de aula. Ele a relaciona com a criatividade, a inventividade e a aventura, num encadeamento onde cada uma impulsiona a outra e afirma que sem elas nada se pode criar.
O autor acrescenta que é preciso deixar a imaginação livre no uso dos movimentos do corpo, da escrita e da oralidade; que é preciso estimular nos aprendizes a imaginação que permite sonhar; que se deve ensiná-los a sonhar com a escola que desejam e trabalhar para pôr parte dessa escola que sonham na própria sala de aula. E continua declarando o dever de enfatizar para a classe o seu direito de imaginar, de sonhar e de lutar pelo seu sonho.
Freire nos chama a ser criativos no sonho da liberdade, jamais nos deixando paralisar na falsa ideia de que ela é um direito exclusivo de apenas alguns. Ele clarifica que a imaginação não é uma tarefa para quem é alheio à realidade, como pensam alguns, mas justamente para quem é conhecedor de seu contexto, pois quando se imagina algo, o faz vinculado à consciência e ao desejo do que lhe falta de concreto.
O patrono da educação brasileira ainda nos instiga a imaginar uma turma onde se incentive e se ensine práticas de construção conjunta das regras da sala, mediadas por um(a) professor(a) sensível ao significado dessa ação. Esse exercício é um chamado de enfrentamento às imposições autoritárias, que infelizmente viraram o costume do modo de se proceder no sistema escolástico, e que se contrapõem a uma educação dialógica e libertadora, princípios democráticos defendidos em outras obras do autor.
Tendo falado sobre a potência de se socializar os sentimentos, os desejos, de não reprimi-los e nem temê-los, a discussão se encaminha para a evidência de uma necessidade: a de se fazer uma leitura do corpo como se esse fosse um texto. Essa leitura deve ser feita com os educandos de uma forma integral e não dicotomizada e disforme. Nesse sentido, é preciso levar cada um a se perceber no mundo, com o mundo e com os outros, o que implica que cada um tenha o conhecimento completo de si.
Segundo Freire, essa leitura inteira do corpo, implica também a leitura do espaço. O espaço que habitamos, que acolhe nossos medos, ilusões, desejos e sonhos deve ser objeto da nossa atenção. Devemos olhar para esse espaço que se alonga ao do recreio, ao das redondezas da escola e ao de toda a escola. Só podemos romper com o autoritarismo que pensa o espaço escolar como pertença apenas das autoridades e professores, excluindo dessa posse os estudantes e outros funcionários, a partir de uma reflexão crítica e ativa sobre nosso pertencimento a eles e o pertencimento deles a nós.
O autor menciona uma escola progressista, democrática, alegre e capaz. Uma escola progressista visa o avanço da sociedade, dando abertura à reflexão, formação de pensamento e de identidade, e não só estimulando a revisão de conteúdos repetidamente. Uma escola democrática visa a participação, a descentralização e a autonomia. Isso tudo faz com que uma educação repressora, opressora e monótona se torne mais alegre e desenvolva indivíduos capazes. É de extrema importância para o autor que haja reflexão, pensamento e liberdade. É necessário o estímulo de autonomia para criar dentro desse espaço. Freire diz que o somatório desses elementos geraria uma nova compreensão de ensinar e também do que é aprender.
Por último, ele cita e dialoga com os pensamentos de Vygotsky sobre o desenvolvimento do homem através de seu contato com o mundo externo, com os aspectos interacionistas.

## Das relações entre a educadora e os educandos
Nessa carta, Paulo Freire fala sobre as relações entre o professor e o aluno e sobre a importância do testemunho do professor deve ser permanente. Se a prática não condiz com o que o ele fala, é um desastre. Freire diz que entre falar e fazer, o fazer é o que tem mais força, e as crianças conseguem perceber quando o professor faz ao contrário do que diz e, tende a não acreditar no que é dito. Isso diminui a relação dos professores com os alunos, os professores viram alvo de chacota e não conseguem impor ordem. Freire cita no texto uma lembrança de adolescente de um professor que já entrava vencido para dar aula e não conseguia impor ordem. Ele cita que nas suas memórias aquele homem era “fraco, indefeso, pálido” e que pegou como exemplo esse professor para nunca ser assim, nem chacota e nem autoritário.

## Professor como líder político
Nesse tópico Paulo Freire conta uma história vivida por Madalena Freire, com Carlinha, uma criança que vivia numa favela de São Paulo, em situação de vulnerabilidade com sua avó. Ao terminar de relatar essa história, Freire considera Madalena F. Weffort, uma professora progressista, que buscou ajudar a recuperar a dignidade, autoestima e identidade daquela criança que era zombada e criticada por andar suja e semi nua. Ele cita que, sem intervenção do educador, não há educação progressista. 
Além disso, Paulo Freire, acredita na boa relação entre educador e educando e em como a presença desse professor e de seu testemunho pode influenciar no convívio. 
Até a mudança de posição para ele é legítima, logo que, o educador apresente de forma clara para os educandos: que mudar de posição é legítimo ; as razões que o fizeram mudar.

## De falar ao educando a falar a ele e com ele; de ouvir o educando a ser ouvido por ele
Paulo Freire destaca a diferença entre falar ao educando e falar com o educando. Ele ressalta que a educação é um ato político e não há neutralidade nisso. Freire menciona o problema do espontaneísmo, que trabalha contra a liberdade ao estabelecer licenciosidade e reforçar posições autoritárias. Ele enfatiza a necessidade de superar a indecisão política em favor da liberdade.
Freire aponta a inexperiência democrática enraizada na nossa história, marcada por uma sociedade autoritária. Para o autor isso pode explicar nossa ambiguidade a respeito da liberdade e da autoridade, onde tendemos a confundir autoridade com autoritarismo de tal maneira que caímos na licenciosidade ou espontaneísmo achando que estamos respeitando a liberdade e, portanto, sendo democráticos. Essa mesma inexperiência democrática nos faz pensar que estamos sendo progressistas quando, na verdade, estamos mesmo sendo autoritários. O autor enfatiza, ainda, que autoritarismo e licenciosidade não são o contrário positivo do outro, mas que o contrário positivo de ambos é a radicalidade democrática. Ele destaca as diferenças entre a educadora autoritária, democrática e espontaneísta, sendo a educadora democrática aquela que é movida pela formação crítica do educando e sua luta pela liberdade.
O autor enfatiza a importância do diálogo entre educadora e educando para a formação de cidadãos responsáveis e críticos. Destaca que esse diálogo é bidirecional, exigindo que a educadora também ouça o educando. Paulo Freire ressalta a necessidade de combater o estereótipo político de que todos são corruptos, incentivando os educadores a se envolverem na busca pela democracia brasileira.
Ele destaca a importância de estabelecer limites na relação educador-educando, valorizando ambientes escolares acolhedores, onde o respeito, a escuta, a criticidade e o debate sejam valorizados. Freire também defende a inclusão de discussões sobre problemas sociais, como a corrupção, para conscientizar os estudantes.
Ele critica a ideia de que a educação só é relevante após uma transformação radical na sociedade, ressaltando a importância de abordar questões como machismo e racismo nas escolas. Freire destaca a necessidade de coerência entre discurso e ação, enfatizando que ações concretas são fundamentais para manter essa coerência.

## Identidade cultural e educação
A identidade dos sujeitos tem relação direta com a construção do currículo (tanto o explícito quanto o implícito) e com questões relacionadas ao ensino e à aprendizagem, na medida em que a identidade cultural sempre está atrelada a um corte de classe social.
François Jacob enfatiza que somos programados para aprender. A invenção social da linguagem permitiu, além do alongamento do mundo natural em mundo cultural e histórico, um processo de aprendizagem e busca. Esse processo ocorre somente por meio da internalização da máxima “Não podemos viver a não ser em função do amanhã”. Freire também fala que nos movemos, dentro da pouca liberdade que temos, na moldura cultural a fim de ampliá-la. Nesse sentido, a educação assume o papel de tensionar a cultura. Nesse processo (atrelado ao de ensinar e conhecer), a liberdade constitui-se como indispensável e necessária. A consciência de que somos condicionados, programados, torna-nos aptos a lutar em prol da liberdade como processo e não como um ponto de chegada.
Para Freire, a identidade de cada um, tanto educador quanto educando, importa na prática educativa.
Paulo Freire diz que não podemos usufruir plenamente da liberdade em decorrência mais de estruturas sociais, políticas, econômicas, culturais, históricas e ideológicas que hereditárias propriamente. Nesse sentido, cabe destacar o conceito de Fato Social, calcado e definido por Durkheim, como as formas de agir exteriores e gerais capazes de coagir o indivíduo a agir de determinada forma, independentemente da vontade individual do sujeito (DURKHEIM, 2001). Essas forças coercitivas levam o sujeito a agir de determinada forma sem passar por um processo de reflexão acerca do motivo pelo qual age da forma que age.  Para Freire, é justamente a partir do reconhecimento do fato de sermos programados, condicionados, que possibilita a superação da força das heranças culturais. Ela passa também pela transformação do mundo material e das estruturas materiais, por meio de um esforço crítico-educativo.
O primeiro passo para o devido respeito à identidade cultural dos educandos na prática educativa é o reconhecimento de nossa própria identidade enquanto docentes, envolvendo reconhecer o modo como atuamos. Esse processo envolve a análise do modo como falamos, pensamos, da linguagem que utilizamos (por exemplo, “as canções de que mais gosto” e não “as canções que mais gosto”). Esses fatores influenciam diretamente na identificação que temos com um determinado grupo de pessoas, geralmente da mesma classe social, daí Freire dizer que a identidade cultural tem um recorte de classe social.
Paulo Freire destaca os desafios enfrentados pelos educadores progressistas na relação com alunos de diferentes classes socioeconômicas. Ele enfatiza a importância de evitar sentimentos de inferioridade ou superioridade, buscando compreender e valorizar as experiências dos alunos. Freire também defende que a educação é uma prática política, exigindo dos educadores uma postura alinhada com seus conceitos políticos. Ele ressalta a necessidade de os educadores terem competência científica para compreender o mundo dos alunos, reconhecendo que seu conhecimento é adquirido além do ambiente escolar. Além disso, ele questiona o conceito de "inculto" e destaca a importância de ensinar o padrão culto de forma a valorizar a linguagem rica dos alunos das classes populares.
Por fim, Freire ressalta a importância de uma escola democrática que reconheça o valor do conhecimento de todos, promovendo a igualdade e a troca entre educadores e educandos.

## Contexto concreto – contexto teórico
Neste capítulo, Paulo Freire ressalta a maneira como nos comportamos nos contextos concreto e teórico. À vista disso, ele inicia com a afirmação de que a relação propriamente dita é condição fundamental da vida por si só e desta com o seu contrário. Nesse aspecto, Freire reforça que nós, seres humanos, somos os únicos capazes de sermos objetos e sujeitos de nossas relações, bem como de pensá-las criticamente, e a partir daí, desenvolvermos ciência sobre elas. 
Paulo Freire, posteriormente, inicia seus comentários acerca do nosso comportamento no contexto concreto, em que fazemos nossas tarefas cotidianas no automático sem termos a curiosidade de nos questionarmos sobre o “por que” as fazemos de determinada maneira, reforçando que, nosso papel enquanto educadoras e educadores é “tomar distância” de nossa prática para que possamos refletir sobre ela criticamente e, dessa forma, compreendê-la e melhorá-la. Ou seja, o tempo todo, Freire nos convida a “estranhar o familiar”, ou seja, olhar para nossas práticas cotidianas com um viés reflexivo e questionador, visando aprimorá-las, sobretudo no fazer docente.  E para que isso ocorra, também é necessário que conheçamos e consideremos as condições sociais e os contextos em que os estudantes estão inseridos, entendendo que tudo isso influencia seu processo de aprendizagem. Ademais, Freire também aponta a importância dos estudos sobre a diversidade dos contextos sociais estarem presentes nos cursos de formação de professores para que os novos docentes não cheguem nas salas de aula como as estudantes paulistas citadas no texto, sem nenhuma noção da realidade das favelas e desesperançosas em relação à educação de estudantes favelados.
Posteriormente, Paulo Freire afirma que a escola não pode negligenciar o contexto concreto dos seus alunos, pois sem saber o que a criança passa em casa não se pode fazer uma alfabetização plena. Para ele, a, é preciso compreender o mundo antes de exigir que as crianças, dentro do ambiente escolar, leiam as palavras, o que nos leva a refletir que: sem conhecer o contexto sociocultural da criança, teremos grandes dificuldades em entendê-la e fazer com que ela entenda a nós enquanto educadores, bem como o conteúdo a ser trabalhado em sala de aula.
Freire propôs também um projeto em que os envolvidos "plantassem" palavras em locais iletrados, despertando assim a curiosidade de crianças e adultos, possibilitando a introdução a leitura da palavra. Por conseguinte, ele traz uma análise de um grupo de formação docente na perspectiva progressista, no qual ele trabalhou. Sob tal ótica, Paulo Freire pontua que este grupo não produz sem uma liderança que seja alerta, curiosa e cientificamente competente, reforçando que, sem estas qualidades, “os grupos de formação não se realizam como verdadeiros contextos teóricos” e que sem essa liderança forte, não se pode ter aprofundamento da prática e perceber os erros e acertos, “as “traições” da ideologia ou os obstáculos que dificultam o processo de conhecer”. Ainda sobre este grupo, Freire discorre acerca da operação dos grupos e o conhecimento de si mesmos, dizendo que a falta desse conhecimento próprio e a construção de uma identidade dificulta a compreensão clara do  que querem, como querem, para quê, contra quê, a favor de, de quem, a fim de melhorar seu próprio saber, ressaltando  que, quando praticamos e refletimos sobre essa prática, somos levados a perceber nossa prática e questionar ela, assim, buscamos aprender e aperfeiçoá-la.
Paulo Freire enfatiza a importância de refletir sobre a prática e ampliar o conhecimento científico para superar equívocos, pois à  medida que refletimos sobre a prática, surgem novos pontos a serem desvelados, o que amplia nosso horizonte de compreensão. Pensar a prática não apenas melhora a prática em si, mas também ensina a pensar e agir de maneira mais eficaz. O trabalho intelectual em um contexto teórico envolve o ato de estudar, incluindo a leitura crítica do mundo e a escrita. A leitura de jornais e revistas, assim como a observação de programas de TV e a criação de vídeos sobre a prática, são recursos importantes para a reflexão e a produção de mais conhecimento, não devendo ser ignorados.
Por fim, ele encerra a carta ressaltando que sua prática, teoricamente embasada é juíza de suas práticas, enfatizando a interconexão entre prática e teoria. Freire reconhece que a prática é o ponto de partida e o critério último para avaliar suas ações, mas também reforça que a prática deve ser informada e enriquecida por uma compreensão teórica sólida. É uma abordagem que valoriza, tanto a experiência concreta, quanto o embasamento teórico na busca por uma práxis transformadora e crítica.

## Mais uma ver a questão da disciplina
Encontramos na décima carta reflexões do autor sobre a necessidade da disciplina para a efetivação da democracia e do papel histórico, político, social e cultural do sujeito. A democracia, segundo Freire, somente pode funcionar se houver disciplina, a qual se manifesta na mobilização, organização e aprofundamento crítico popular. A epístola, portanto, trata de um dos temas caros ao autor, a saber, que os problemas ligados à educação não se resumem apenas aos aspectos pedagógicos, mas também abrangem os políticos, éticos, sociais, econômicos, culturais e estéticos. Para Paulo Freire, a disciplina é essencial para o trabalho intelectual, o qual é ousado e aventureiro por natureza, mas que, se não exercido sob certos limites, pode levar àquilo que o autor chama de irresponsabilidade licenciosa. A disciplina vai em auxílio da atividade intelectual na medida que faz com que esta seja vivida e criada democraticamente. Assim, para Freire, a disciplina torna possível a conciliação entre autoridade e liberdade, entre coercibilidade necessária e afirmação de si, ambas sustentadas por uma robusta base ética. É justamente nessa conciliação de termos a princípio contraditórios que se encontra a disciplina por excelência. Freire entende que, se não há conciliação, então há imobilismo: da autoridade, gerando indiferença e licenciosidade; da liberdade, gerando autoritarismo. Segundo o autor, é nesse movimento entre autoridade e liberdade que as diversas subjetividades na história se veem como responsáveis políticos, sociais, culturais, científicos, pedagógicos e estéticos. 
O autor também fornece uma resposta àqueles que chama de existencialmente cansados e historicamente anestesiados, a saber, pessoas que por algum motivo não acreditam na transformação dos aspectos gerais da vida humana. Freire se contrapõe ao fatalismo dos poderosos, isto é, o pensamento de que não importa o que as pessoas em geral façam, os que detêm o poder sempre levarão vantagem sobre os que não o possuem. Para Paulo Freire, um professor ou professora não podem pensar dessa maneira, pois, ainda segundo o autor, trata-se de um pensamento sem ética, interesseiro e acomodado. Ao contrário, a efetivação de uma sociedade democrática e, portanto, mais justa socialmente, passa pela luta, pela mobilização e organização popular. A democracia não foi um presente, foi uma conquista, havendo a necessidade de os explorados não apenas sentir que são explorados, mas juntarem o sentir com o saber que são explorados.
Como o autor já dissera antes, é por meio da disciplina que a mudança é possível, havendo no Brasil, contudo, uma oscilação entre a ausência de disciplina pela negação da liberdade ou a ausência da disciplina por meio da ausência de autoridade. 
Paulo Freire entende que é dever do educador auxiliar os educandos na criação não só da disciplina intelectual como da disciplina social, cívica e política, para que seja possível a superação da democracia burguesa e liberal em favor de uma democracia verdadeiramente comprometida com a luta contra as injustiças.
Nesse sentido, o autor ressalta novamente que o ato de ensinar não se resume a passar conteúdos, mas sim instrumentalizar as classes populares com os conhecimentos necessários para a luta, possibilitando que o educando apreenda os conteúdos ao mesmo tempo ou antes de aprender. A importância do apreender além do aprender reside na máxima de tornar o educando produtor de conhecimento e de que ele ocupe este lugar, tal qual a professora, afastando-o da posição passiva de reprodutor do conhecimento alheio, fomentando o diálogo.
Mas para que esse processo ativo de ensino-aprendizagem ocorra é necessário que haja disciplina, em especial a política, pois, se entendemos a educação como formadora de futuros cidadãos, o entendimento pleno dos direitos, deveres e responsabilidades entre cidadão e Estado deve ser um dos pilares da escola. Freire atenta para o fato de existir um grupo de pessoas que têm sua cidadania ferida e negada por meio do racismo, machismo, homofobia, entre outros tipos de discriminação. Assim, o educador no ambiente escolar deve sempre manter o diálogo, prezar pelas ações democráticas e demonstrar respeito por todos os sujeitos da escola, independente de raça, gênero, cor, classe social, etc para instigar os educandos a lutar pela ampliação da cidadania.

## Saber e crescer – tudo a ser
Nesse último capítulo Freire faz uma análise sobre o saber e o crescer, sendo esse processo de saber algo social, envolvendo sentimentos,  emoções, afetividade, memória, existindo uma relação cognoscitiva que não se limita a sujeito cognoscente-objeto cognoscível, porque abrange a outros sujeitos cognoscentes. Ele cita também sobre a sabedoria ingênua que é aquela que não percebemos, pois ela é adquirida com a forma espontânea com a qual movemo-nos no mundo, sabedoria através das experiências feitas, resultando no saber e perceber pela presença e objetos existentes. Já o saber epistemológico, envolve uma visão crítica, que analisa as coisas que estão acontecendo ao redor, tomando "distância" do objeto, mas de certa forma o aproxima também.
Sobre o crescer entre nós, envolve o crescer fisicamente, emocionalmente, intelectualmente, sendo uma experiência que se atravessa por muitas áreas, como a história, política, psicologia, cultura, educação, estética, ética e biologia, crescer é uma junção de outras áreas. E no final ele nos deixa um número de 160 milhões de crianças que morreram de sarampo, coqueluche e subnutrição, segundo os relatórios apresentados pelo UNICEF e Banco Mundial. De acordo com essas pesquisas dois bilhões resolveriam o problema porém empresas norte-americanas usam essa mesma quantia para vender mais cigarros.

## Ligações Externas
- «Biblioteca Digital Paulo Freire»
- «Centro Paulo Freire»
- «Instituto Paulo Freire»
- «Centro de Investigação em Educação Paulo Freire da Universidade de Évora»
- «Cátedra Paulo Freire»
- «Paulo Freire e a Emancipação Digital»